# 자유민주당 (독일, 1982년)

자유민주당(自由民主黨, Liberale Demokraten)은 독일의 사회자유주의 정당이다.